# Konstantin Grigorjewitsch Kromiadi
Konstantin Grigorjewitsch Kromiadi (russisch Константин Григорьевич Кромиади; * 1893 in Kars (Russisches Kaiserreich) oder Korfu; † 25. April 1990 in München) war ein pontosgriechischer antikommunistischer Offizier, der in der zaristischen Armee, auf Seite der Weißen im Russischen Bürgerkrieg und in der Wlassow-Armee diente und Unterstützer der „Russischen Befreiungsbewegung“ war. Er schloss sich der zaristischen Armee freiwillig an, wurde Leutnant und kämpfte während des Ersten Weltkrieges in Persien und auch im Kaukasus. Im Russischen Bürgerkrieg erhielt er den Rang eines Obersts (Polkownik). Nach Ende des Russischen Bürgerkriegs floh er nach Deutschland. Er arbeitete in Berlin als Taxifahrer. 
Während des Zweiten Weltkriegs arbeitete Kromiadi zunächst für das Ostministerium. Im Jahr 1942 wurde er militärischer Kommandant des aus russischen Kollaborateuren gebildeten Sonderverbands Graukopf unter dem Decknamen Sanin. Nach seiner Absetzung und Entfernung aus dem Verband versuchte er zusammen mit anderen Emigranten 1943 noch in einer anderen russischen Kollaborateurseinheit, der Druschina-Brigade des SD, zu wirken, und bildete in Pskow (Pleskau) eine Einheit, die als „1. Gardebataillon der ROA“ bezeichnet wurde.
Kromiadi wurde als erster Weißer Emigrant Vertrauter und Verbündeter des kriegsgefangenen Rote-Armee-Generals Andrei A. Wlassow. Im Jahr 1943 wurde er Kanzleichef Wlassows. Kromiadi versuchte weitere Emigranten als Unterstützer für Wlassow zu gewinnen, womit er schließlich zum Zeitpunkt der Verlesung des Prager Manifests vom 14. November 1944 erfolgreich war. Er sicherte Wlassow Unterstützung aus der Russisch-Orthodoxen Kirche.
Nach Kriegsende war Kromiadi weiter im Kampf gegen den Kommunismus aktiv, lebte in Westdeutschland und arbeitete für Radio Liberty. Im Jahr 1980 schrieb er ein Buch über seine Erfahrungen in der „Russischen Befreiungsbewegung“ mit dem Titel Für das Land, für die Freiheit..., das in San Francisco erschien.